# Pioda di Sciora
La Pioda di Sciora, o Punta Pioda, (3236 m s.l.m.) è una montagna del gruppo di Sciora, nei Monti della Val Bregaglia (Alpi Retiche occidentali).

## Descrizione
È imponente sia sul versante est (Albigna) che sul versante ovest (Bondasca). Da est è la cima più imponente del gruppo. Verso la val Bondasca si presenta come una grandiosa torre squadrata, con un'alta parete verticale che sostiene la grande placconata della vetta (la pioda).

## Itinerari
La prima salita fu compiuta il 12 luglio 1891 dal russo Anton von Rydzewski con le guide Mansueto Barbaria, di Cortina d'Ampezzo, e Christian Klucker, engadinese di Fex. I tre salirono dal versante dell'Albigna, per la parete sud e la cresta est.
Gli itinerari più interessanti - e gli unici attualmente ripetuti - sono quelli del versante Bondasca, e in particolare l'elegante spigolo nord-ovest percorso dalla via Bramani (700 metri; V A1).